# Хоружинцы (Логойский район)
Хоружинцы (бел. Хару́жынцы) — деревня в Логойском районе Минской области Беларуси. В составе Янушковичского сельсовета.

## География
Расположена в 1,6 км от дороги Р58 Минск — Калачи — Мядель и в 1,5 км от дороги Жодино — Дениски. Деревня растянулась вдоль дороги на 1,8 км.
Пролегает автомобильная дорога Н-8784.
Ближайшие населённые пункты Великие Бесяды, Павленяты и др.

## Этимология
Название деревня получила от первых поселенцев, служивших в армии хорунжими.

## История
В 1908 году в Гайно-Слободской волости Борисовского уезда Минской губернии.
В 1,5 км к юго-востоку от деревни, в лесу на дугообразной гряде расположено курганное кладбище X—XIII веков. Могильник представляет собой 65 насыпей высотой 0,4-2,0 м, диаметром 3-10 м. Все они обложены камнями. Значительная часть курганов на вершинах имеет впадины глубиной до 0,25 м. Одна насыпь раскопана на глубину 2 м. Открыл и обследовал могильник в 1979 году М. И. Лошанков.
Наличие у деревни Хоружинцы, среди других мест, кургана с каменной обкладкой, считающегося балтским этнокультурным признаком, по мнению ученых, свидетельствует о том, что балты жили в юго-западной части современного Логойского района в период и до образования Великого Княжества Литовского.
Считается, что легенда-предание именно об этом древнем кургане, которое Янка Купала слышал от своего друга Янки Авлачинского, вдохновило народного поэта Беларуси на написание его знаменитой поэмы «Курган».
В начале XX века деревня была известна далеко за пределами Логойщины своими базарами. На праздник Покрова, 14 октября, на торговлю фруктами, овощами и печеньем сюда съезжались жители Минска, Вилейки, Долгиново, Радошковичей, Заславля, Смолевичей. В 1930-е годы деревня сильно разрослась и в её состав вошли хутора Левшова и Михалишки.

## Хоружинцы и Янка Купала
Неподалеку Хоружинцев раньше был хутор Окопы, в котором на протяжении почти 20 лет жила и работала мать Янки Купалы Бенигна Луцевич. Окопы считают творческой колыбелью белорусского песняра, местом, где открылся его гений. В хуторе Левшова (на территории сегодняшних Хоружинцев) жила сестра Янки Купалы Мария. Купала часто бывал в Хоружинцах.
Раньше здесь жило много застенковой шляхты, часто устраивались ярмарки. Приезжая к матери, Янка не преминал случая, чтобы не прийти сюда, не послушать, о чём говорят люди. При нём всегда были бумага и карандаш. Услышит что-нибудь интересное — и обязательно запишет. Иной раз он ходил на поле к жнецам или ехал на ночлег… Наблюдения над жизнью хоруженцев дали молодому Купалу интересный материал. Написанная им пьеса «Павлинка» взята из жизни моих односельчан, её действующие лица — это люди, которых я знал лично…
Житель Хоруженцев Ф. Слижук. Воспоминания о Янке Купале.
В Хоружинцах на территории бывшего хутора Михалишки в 1991 году был построен дом, в котором находится историческая (литературно-художественная) часть филиала «Окопы» Литературного музея Янки Купалы.

## Население

### Численность
- 2019 год — 14 жителей

### Динамика
- 1908 год — 42 жителей, 7 дворов (деревня Хорунжицы); 7 жителей, 4 дворов (фольварок Хорунжицы)[3]
- 1999 год — 37 жителей (перепись населения)
- 2009 год — 26 жителей (перепись населения)[3]
- 2019 год — 14 жителей (перепись населения)

## Улицы
- Лесная
- Янки Купалы

## Достопримечательность
- Филиал Литературного музея Янки Купалы «Окопы». Создан 5 сентября 1989 года.
- Скульптурная композиция «Молодой Купала».
- Рядом расположены ДОТы.

## Галерея

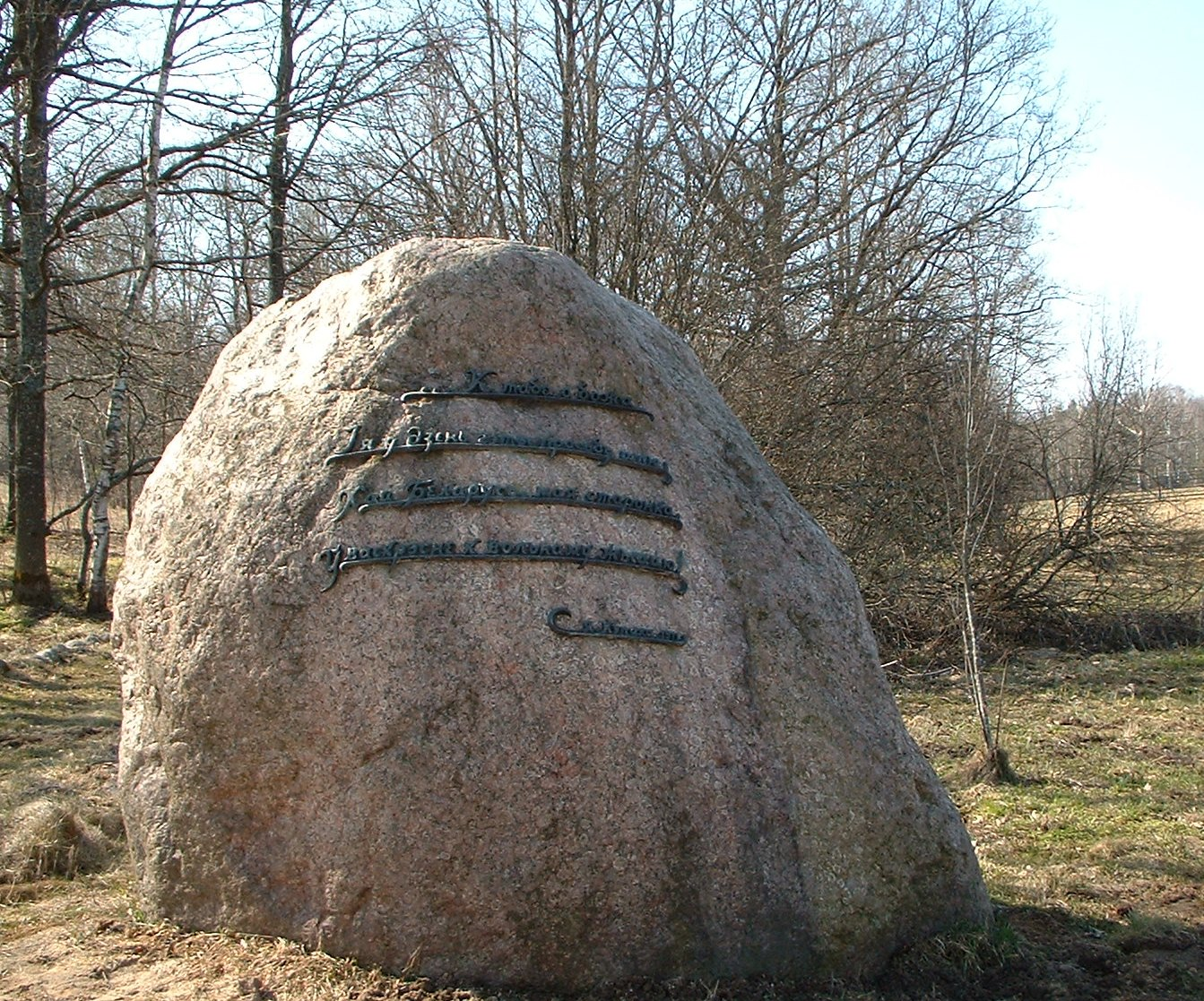
Валун на пути до филиала Литературного музея Янки Купалы в Хоружинцах
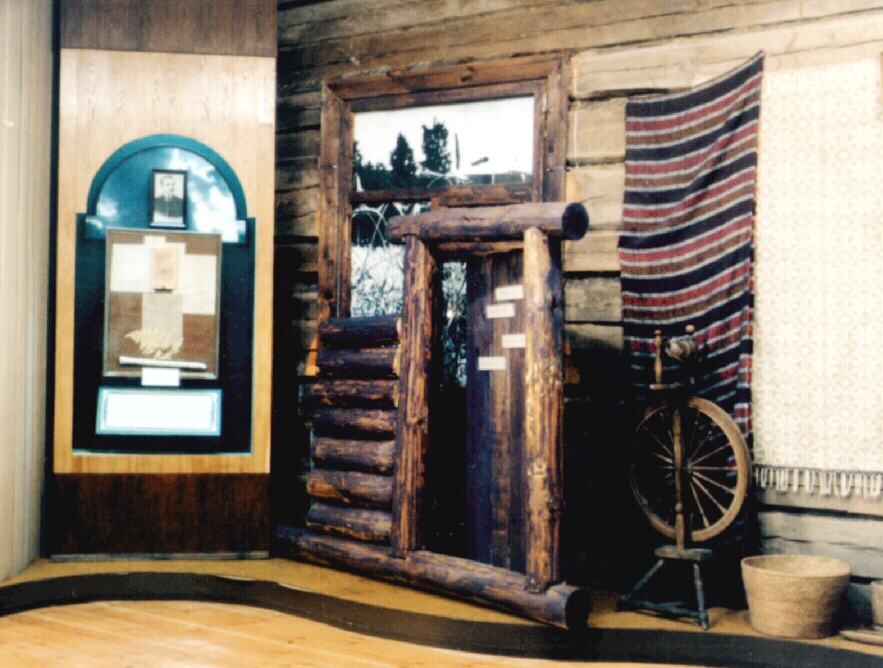
Фрагмент экспозиции исторической части филиала «Окопы» Литературного музея Янки Купалы в Хоружинцах